# Tadeusz Urgacz
Tadeusz Urgacz (ur. 31 maja 1926 w Sosnowcu, zm. 4 czerwca 2011 w Warszawie) – polski poeta, autor tekstów piosenek.

## Życiorys
Urodził się w Sosnowcu, w rodzinie Piotra, technika, specjalisty od budowy dróg i mostów, i Stefanii z Jamrochów. Ukończył szkołę powszechną w Poznaniu, gdzie od 1936 mieszkał z rodziną. Studiował prawo na Uniwersytecie Warszawskim. Debiutował w 1946 r. wierszami „Groby poległych” i „Na pobojowisku” w krakowskim „Odrodzeniu”. Napisał kilkaset tekstów do piosenek, najbardziej znane to „Jabłuszko pełne snu” oraz „Czarny Ali Baba”. Wiersze publikował m.in. na łamach czasopism „Pokolenie”, „Odrodzenie”, „Odra”, „Nowa Kultura”, „Kultura”, „Życie Literackie”, „Tygodnik Kulturalny”, „Tu i teraz”.
Autor 12 tomików wierszy, m.in. „Uśmiech Ojczyzny” (1952), „Wiersze wybrane” (1979), „Lord Ptasznik” (1988), „Gdyby Bóg pisał wiersze” oraz „Delfin” (2001). Tadeusz Urgacz chętnie utrzymywał kontakty ze swoim rodzinnym miastem i sosnowiecką Książnicą. W 1987  i 1992 r. był uczestnikiem Spotkań z Pisarzami Zagłębiowskimi – imprezy regionalnej organizowanej przez Miejską Bibliotekę Publiczną im. Gustawa Daniłowskiego w Sosnowcu.
W latach 1945–1948 był członkiem Związku Walki Młodych, w latach 1948–1956 Związku Młodzieży Polskiej, a od 1968 r. należał do Polskiej  Zjednoczonej Partii Robotniczej.
W 1992 r. jego życiorys i twórczość opisał Jan Pierzchała w publikacji Z ciemni podskórnej. Szkice o pisarzach współczesnych urodzonych w Zagłębiu Dąbrowskim (Śląski Fundusz Literacki, Katowice 1992).

## Publikacje
- „Uśmiech ojczyzny” (1952) – zawiera m.in. wiersz „Uśmiech Stalina”
- „Reny” (1966)
- „Wiersze wybrane” (1979)
- „Wybór wierszy” (1994)

## Piosenki
- „Asmodeusz” (muzyka Bogusław Klimczuk, wyk. Maria Koterbska)
- „Czarny Ali Baba” (muzyka Bogusław Klimczuk, wyk. Helena Majdaniec i Andrzej Zaucha)
- „Jabłuszko pełne snu” (muzyka Bogusław Klimczuk, 1964, wyk. Mieczysław Wojnicki)
- „Jest Bałałajka” (wyk. Jerzy Połomski) – Nagroda na VI KFPP w Opolu w 1968 r.
- „Morskie orły” (muz. Władysław Szpilman, 1952, wyk. Chór Czejanda)

## Ordery i odznaczenia
- Krzyż Kawalerski Orderu Odrodzenia Polski (1988)[2]
- Srebrny Medal „Za zasługi dla obronności kraju” (1974)[4]
- Odznaka „Zasłużony Działacz Kultury” (1979)[5]
- Złota Odznaka „Za Zasługi dla Województwa Katowickiego” (1976)[2]
- Odznaka Honorowa ZAiKS-u (1988)[6]

## Nagrody i wyróżnienia
- nagroda za teksty do pieśni w Międzynarodowym Konkursie Literackim w ramach V Światowego Festiwalu Młodzieży i Studentów w Warszawie (1955)
- Wyróżnienie Ministra Obrony Narodowej w dziedzinie małych form scenicznych za teksty szeregu pieśni żołnierskich (1962)[7]
- nagroda za najlepszy tom wierszy na Ogólnopolskim Festiwalu Poezji w Łodzi (1973)
- nagroda zespołowa II stopnia Ministerstwa Kultury i Sztuki za twórczość artystyczną (1973)
- Nagroda im. Juliusza Słowackiego przyznana w ramach warszawskiej Jesieni Poezji (1988)
- Nagroda Miasta Sosnowca za 2005 (2006)[2]